# Пять дней, пять ночей
«Пять дней — пять ночей» — советско-германский художественный фильм 1960 года о Второй мировой войне. Совместное производство киностудий Мосфильм (СССР) и ДЕФА (ГДР).

## Аннотация
О спасении воинами Красной Армии сокровищ Дрезденской картинной галереи во время Второй мировой войны. Сценарий фильма следует канве, а местами - буквально цитирует книгу Леонида Волынского "Семь дней" (опубликована в 1958 г.), из названия которой видно и происхождение названия фильма. Мл.лейтенант Волынский (см. Волынский, Леонид Наумович) организовал и выполнил поиск и спасение шедевров Дрезденской галереи. Был представлен за это к ордену Красной Звезды, но как проживавшему на территории, оккупированной врагом, ему было в этом отказано, и он был награжден медалью "За боевые заслуги".   

## Музыка фильма
В фильме звучит музыка Дмитрия Шостаковича. Для написания музыки композитор был командирован в Дрезден, но вместо выполнения задания за три дня написал Восьмой струнный квартет. Это произведение композитор создал не для фильма, хотя посвящён он памяти жертв войны. В военной теме композитор провёл через все пять частей квартета реалии своей собственной судьбы, в каком-то смысле это реквием композитора по самому себе, своего рода «автонекролог».

## В ролях
- Всеволод Сафонов — капитан Леонов
- Хайнц-Дитер Кнауп — Пауль Науман
- Всеволод Санаев — старшина Козлов
- Аннекатрин Бюргер — Катрин Бейер
- Евгения Козырева — Никитина
- Марга Легаль — Луиза Ранк
- Михаил Майоров — генерал
- Вильгельм Кох-Хоге — Эрих Браун
- Николай Сергеев — Шагин
- Геннадий Юхтин — солдат Строков
- Николай Сморчков — солдат Ткаченко
- Владимир Пицек — солдат Галкин
- Николай Погодин — солдат Рудаков
- Петр Любешкин — солдат Терентьев
- Олег Голубицкий — адъютант
- Эрих Франц — Баум
- Йохен Блей — мальчик
- Андрей Демьянов — Алёша
- Хайнц Флоссель — Доктор Краузе
- Раймонд Шельхер — Бауэр
- Сергей Яковлев — советский офицер
- Хайнц Тиль — майор СС
- Рут Коммерелль — Гертруда Фишер
- Моника Леннарц — Соня Фишер
- Гизела Май — заключённая концлагеря (в титрах — Мей)
- Александр Демьяненко — солдат

## Съёмочная группа
- Режиссёр: Лео Арнштам
- Авторы сценария: Лео Арнштам, Вольфганг Эбелинг
- Операторы: Александр Шеленков, Иоланда Чен-Ю-Лан
- Композитор: Дмитрий Шостакович
- Художник-постановщик: Алексей Пархоменко, Г. Нитцшке
- Звукорежиссёр: Борис Вольский

## Технические данные
1960, обычный, цветной, 2895 м, 106 мин.